# 斯托野鯪
斯托野鯪，為輻鰭魚綱鯉形目鯉科野鯪屬的其中一個種。分布於亞洲緬甸伊洛瓦底江和薩爾溫江流域，棲息在中底層水域。

## 扩展阅读
維基物種上的相關：斯托野鯪